# Alfonso di Baviera
Alfonso di Baviera (lingua tedesca Alfons Maria Franz von Assisi Klemens Max Emmanuel; Monaco di Baviera, 24 gennaio 1862 – Monaco di Baviera, 8 gennaio 1933) era un membro della casata reale bavarese dei Wittelsbach e un generale di cavalleria.

## Biografia
Il principe Alfonso di Baviera nacque a Monaco di Baviera dal principe Adalberto di Baviera e dall'infanta Amalia Filippina di Borbone-Spagna, e nonostante discendente di Ludovico I di Baviera, apparteneva ad un ramo spagnolo della dinastia bavarese dei Wittelsbach.
Alfonso manifestò molto giovane una passione smisurata per l'esercito e la vita militare in generale, e così gli fu permesso di entrare come ufficiale in un importante reggimento di cavalleria, giungendo nel 1905 al grado di generale. Come ufficiale al comando di un reggimento tedesco di supporto alle truppe britanniche, aveva combattuto in Sudan contro il Madhi ed aveva partecipato alla seconda guerra boera, venendo insignito dell'Ordine della Giarrettiera. Dal 1905 non prese però più parte a campagne militari, ma si dedicò allo studio delle scienze militari e fu insegnante all'Accademia Militare di Ratisbona, della quale fu dal 1908 al 1916 dirigente.
Durante la prima guerra mondiale aveva fatto parte, in conseguenza del suo prestigio e della fama di militare intuitivo e intelligente, dello stato maggiore del generale Paul von Hindenburg a Tannenberg, per poi essere trasferito in servizio attivo una brigata di cavalleria sul fronte francese. Quando cadde la monarchia, il principe Alfonso perse come i suoi parenti ogni diritto al trono bavarese; dopo aver passato qualche anno nei suoi possessi presso Oviedo, in Spagna, ritornò in Germania nel 1928, cercando di influire sulla "vecchia destra" bavarese per il ritorno della monarchia in Baviera.
Nel 1891 aveva sposato la principessa Luisa d'Orleans, figlia del duca d'Aleçon Ferdinando d'Orléans e della principessa Sofia Carlotta di Baviera; Luisa Vittoria era pronipote di Luigi Filippo d'Orléans in quanto nipote di Luigi, duca di Nemours. La coppia ebbe due figli:
- Principe Giuseppe Clemente di Baviera (1902-1990);
- Principessina Elisabetta Maria di Baviera (1913-2005).

## Morte
Il principe Alfonso di Baviera morì l'8 gennaio 1933 a Monaco di Baviera ed è sepolto nel Colombario del Michaelskirche a Monaco di Baviera.

## Antenati
|                                       |                    |                                         | Genitori                                               |  |  | Nonni |  |  | Bisnonni                           |  |  | Trisnonni                                  |  |
|                                       |                    |                                         |                                                        |  |  |       |  |  | Massimiliano I Giuseppe di Baviera |  |  | Federico Michele di Zweibrücken-Birkenfeld |  |
|                                       |                    |                                         |                                                        |  |  |       |  |  | Massimiliano I Giuseppe di Baviera |  |  | Federico Michele di Zweibrücken-Birkenfeld |  |
|                                       |                    | Maria Francesca del Palatinato-Sulzbach |                                                        |  |  |       |  |  | Massimiliano I Giuseppe di Baviera |  |  |                                            |  |
| Ludovico I di Baviera                 |                    |                                         |                                                        |  |  |       |  |  | Massimiliano I Giuseppe di Baviera |  |  |                                            |  |
|                                       |                    | Augusta Guglielmina d'Assia-Darmstadt   | Giorgio Guglielmo d'Assia-Darmstadt                    |  |  |       |  |  |                                    |  |  |                                            |  |
|                                       |                    | Augusta Guglielmina d'Assia-Darmstadt   | Giorgio Guglielmo d'Assia-Darmstadt                    |  |  |       |  |  |                                    |  |  |                                            |  |
|                                       |                    | Augusta Guglielmina d'Assia-Darmstadt   | Maria Luisa Albertina di Leiningen-Dagsburg-Falkenburg |  |  |       |  |  |                                    |  |  |                                            |  |
| Adalberto di Baviera                  |                    | Augusta Guglielmina d'Assia-Darmstadt   |                                                        |  |  |       |  |  |                                    |  |  |                                            |  |
|                                       |                    | Federico di Sassonia-Altenburg          | Ernesto Federico III di Sassonia-Hildburghausen        |  |  |       |  |  |                                    |  |  |                                            |  |
|                                       |                    | Federico di Sassonia-Altenburg          | Ernesto Federico III di Sassonia-Hildburghausen        |  |  |       |  |  |                                    |  |  |                                            |  |
|                                       |                    | Federico di Sassonia-Altenburg          | Ernestina Augusta di Sassonia-Weimar                   |  |  |       |  |  |                                    |  |  |                                            |  |
| Teresa di Sassonia-Hildburghausen     |                    | Federico di Sassonia-Altenburg          |                                                        |  |  |       |  |  |                                    |  |  |                                            |  |
|                                       |                    | Carlotta di Meclemburgo-Strelitz        | Carlo II di Meclemburgo-Strelitz                       |  |  |       |  |  |                                    |  |  |                                            |  |
|                                       |                    | Carlotta di Meclemburgo-Strelitz        | Carlo II di Meclemburgo-Strelitz                       |  |  |       |  |  |                                    |  |  |                                            |  |
|                                       |                    | Carlotta di Meclemburgo-Strelitz        | Federica Carolina Luisa d'Assia-Darmstadt              |  |  |       |  |  |                                    |  |  |                                            |  |
| Alfonso di Baviera                    |                    | Carlotta di Meclemburgo-Strelitz        |                                                        |  |  |       |  |  |                                    |  |  |                                            |  |
|                                       | Carlo IV di Spagna | Carlo III di Spagna                     |                                                        |  |  |       |  |  |                                    |  |  |                                            |  |
|                                       | Carlo IV di Spagna | Carlo III di Spagna                     |                                                        |  |  |       |  |  |                                    |  |  |                                            |  |
|                                       | Carlo IV di Spagna | Maria Amalia di Sassonia                |                                                        |  |  |       |  |  |                                    |  |  |                                            |  |
| Francesco di Paola di Borbone-Spagna  | Carlo IV di Spagna |                                         |                                                        |  |  |       |  |  |                                    |  |  |                                            |  |
|                                       |                    | Maria Luisa di Borbone-Parma            | Filippo I di Parma                                     |  |  |       |  |  |                                    |  |  |                                            |  |
|                                       |                    | Maria Luisa di Borbone-Parma            | Filippo I di Parma                                     |  |  |       |  |  |                                    |  |  |                                            |  |
|                                       |                    | Maria Luisa di Borbone-Parma            | Elisabetta di Borbone-Francia                          |  |  |       |  |  |                                    |  |  |                                            |  |
| Amalia Filippina di Borbone-Spagna    |                    | Maria Luisa di Borbone-Parma            |                                                        |  |  |       |  |  |                                    |  |  |                                            |  |
|                                       |                    | Francesco I delle Due Sicilie           | Ferdinando I delle Due Sicilie                         |  |  |       |  |  |                                    |  |  |                                            |  |
|                                       |                    | Francesco I delle Due Sicilie           | Ferdinando I delle Due Sicilie                         |  |  |       |  |  |                                    |  |  |                                            |  |
|                                       |                    | Francesco I delle Due Sicilie           | Maria Carolina d'Asburgo-Lorena                        |  |  |       |  |  |                                    |  |  |                                            |  |
| Luisa Carlotta di Borbone-Due Sicilie |                    | Francesco I delle Due Sicilie           |                                                        |  |  |       |  |  |                                    |  |  |                                            |  |
|                                       |                    | Maria Isabella di Borbone-Spagna        | Carlo IV di Spagna                                     |  |  |       |  |  |                                    |  |  |                                            |  |
|                                       |                    | Maria Isabella di Borbone-Spagna        | Carlo IV di Spagna                                     |  |  |       |  |  |                                    |  |  |                                            |  |
|                                       |                    | Maria Isabella di Borbone-Spagna        | Maria Luisa di Borbone-Parma                           |  |  |       |  |  |                                    |  |  |                                            |  |
|                                       |                    | Maria Isabella di Borbone-Spagna        |                                                        |  |  |       |  |  |                                    |  |  |                                            |  |